# El Globo (Madrid)
El Globo fue un diario español publicado entre 1875 y 1932, principalmente durante el período de la Restauración. En sus primeros tiempos fue una publicación influyente y llegó a tener una tirada considerable, contando con la colaboración de ilustres figuras. A lo largo de su existencia cambió de propietario en múltiples ocasiones.

## Historia
Periódico matutino, que fue fundado como órgano del republicanismo posibilista de Emilio Castelar, publicó su primer número el 21 de marzo de 1875. En esta época llevaba el subtítulo de «diario ilustrado» y el lema «instrucción, moralidad, recreo».

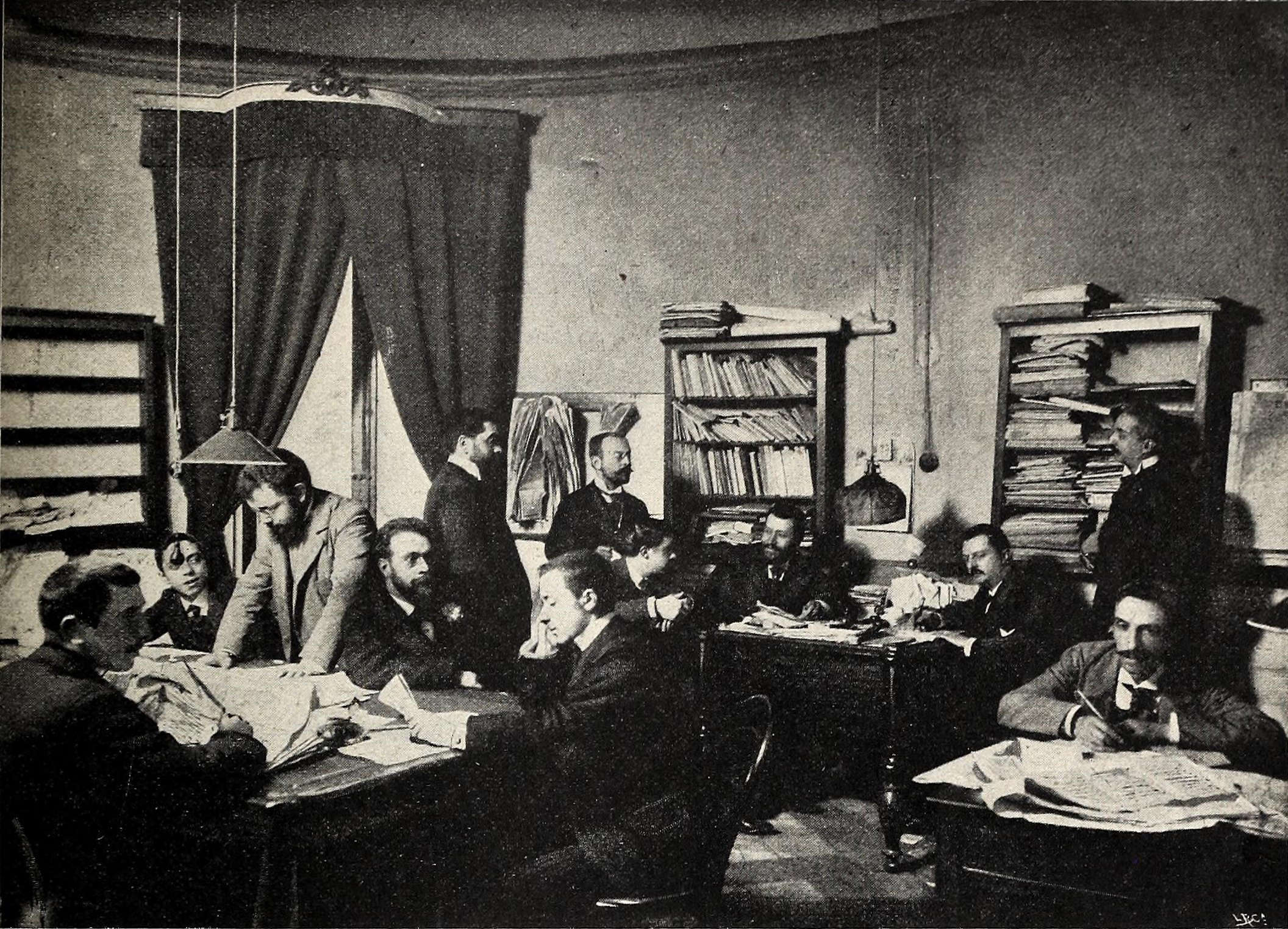
Redacción de El Globo (1896)

Desde 1880 fue dirigido por Alfredo Vicenti, hasta 1895 en que lo abandonó en desacuerdo con la deriva política de Castelar. Durante ese período cuenta con colaboradores como Ramón María del Valle-Inclán o Francisco Alcántara Jurado. En 1896 fue adquirido por el conde de Romanones, quien encargó su dirección a José Francos Rodríguez y en 1902 pasó a manos de Emilio Riu, propietario de Revista de Economía y Hacienda, quien contó en la redacción con Azorín y Pío Baroja. El periódico también contó con las colaboraciones de Carmen Blanco y Trigueros.
La propiedad pasaría posteriormente a manos del empresario catalán Ivo Bosch, bajo cuya égida el diario defendió las políticas del liberal Segismundo Moret. Fue también uno de los pocos periódicos madrileños que apoyó a la candidatura catalanista «Solidaridad Catalana», en 1906. En esta época el periódico entró en una profunda decadencia, con una caída en lectores y tirada.
Publicaría números al menos hasta el 31 de mayo de 1932.